# American Airlines-vlucht 63
Vlucht 63 van American Airlines is een reguliere lijnvlucht tussen Parijs en Miami en verwierf bekendheid door de mislukte poging tot het plegen van een bomaanslag door Richard Reid op 22 december 2001 door middel van in zijn schoenen verstopte explosieven.